# Gambetta (Einheit)
Gambetta, seltener Cambetta oder Gombetta, war ein italienisches Volumenmaß. Das Getreidemaß war in der Region Genua verbreitet.
- 1 Gambetta = 61½ Pariser Kubikzoll[2] = 1,214 Liter
- 12 Gambette = 1 Ottavi
- 96 Gambette = 1 Mina = 116,5596 Liter